# Лижні перегони на зимових Олімпійських іграх 1948
Змагання з лижних перегонів на зимових Олімпійських іграх 1948 тривали з 3 до 6 лютого.
Розіграно 3 комплекти нагород – всі серед чоловіків (18 км, 50 км і естафета 4×10 км). Програма змагань порівняно з Олімпійськими іграми 1936 року в Гарміш-Партенкірхені не змінилась. Змагались 106 спортсменів із 15 країн.
Значну перевагу мали шведські лижники, що вибороли 6 медалей із 7 можливих. Особливо помітною була перевага в естафеті, де вони випередили срібних призерів фінів майже на 9 хвилин. Норвежці, які посіли 3-тє місце, відстали від чемпіонів на 12 з лишком хвилин.

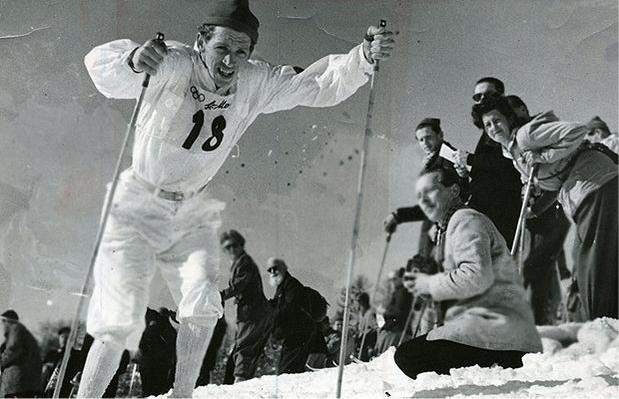
Мартін Лундстрем на дистанції 18 км

## Чемпіони та призери

### Таблиця медалей
| Місце              | Країна             | Золото | Срібло | Бронза | Загалом |
| ------------------ | ------------------ | ------ | ------ | ------ | ------- |
| 1                  | Швеція             | 3      | 2      | 1      | 6       |
| 2                  | Фінляндія          | 0      | 1      | 1      | 2       |
| 3                  | Норвегія           | 0      | 0      | 1      | 1       |
| Загалом (3 збірні) | Загалом (3 збірні) | 3      | 3      | 3      | 9       |

### Види програми
| Дисципліна       | Золото                                                                   | Золото  | Срібло                                                                       | Срібло  | Бронза                                                            | Бронза  |
| ---------------- | ------------------------------------------------------------------------ | ------- | ---------------------------------------------------------------------------- | ------- | ----------------------------------------------------------------- | ------- |
| 18 км            | Мартін Лундстрем · Швеція                                                | 1:13:50 | Нільс Естенссон · Швеція                                                     | 1:14:22 | Ґуннар Ерікссон · Швеція                                          | 1:16:06 |
| 50 км            | Нільс Карлссон · Швеція                                                  | 3:47:48 | Гаральд Ерікссон · Швеція                                                    | 3:52:20 | Беньямін Ваннінен · Фінляндія                                     | 3:57:28 |
| естафета 4×10 км | Швеція (SWE) Ґуннар Ерікссон Мартін Лундстрем Нільс Естенссон Нільс Тепп | 2:32:08 | Фінляндія (FIN) Аугуст Кіуру Теуво Лаукканен Саулі Рюткю Лаурі Сільвеннойнен | 2:41:06 | Норвегія (NOR) Ерлінґ Евенсен Олав Гаґен Рейдар Нюборґ Олав Екерн | 2:44:33 |

## Країни-учасниці
У змаганнях з лижних перегонів на Олімпійських іграх у Санкт-Моріці взяли участь 106 спортсменів з 15-ти країн.
- Австрія (8)
- Болгарія (2)
- Канада (2)
- Чехословаччина (9)
- Фінляндія (13)
- Франція (7)
- Угорщина (2)
- Італія (9)
- Ліхтенштейн (5)
- Норвегія (12)
- Польща (5)
- Швеція (11)
- Швейцарія (10)
- США (5)
- Югославія (6)